# باقلا بستنی
باقلا بستنی یا پاکای (نام علمی: Inga feuilleei) نام یک گونه از زیرخانواده کهوریان است و جزو خانواده بقولات است